# Adam Gottlieb Lange
Adam Gottlieb Lange (* 19. März 1762 in Steinheyde im Meininger Oberland; † 27. Mai 1826 in Meiningen) war ein deutscher lutherischer Geistlicher.

## Leben

### Familie
Adam Gottlieb Lange war der Sohn des Pfarrers Johann Caspar Lange (* 16. Mai 1716 in Meiningen; † 6. Januar 1778 in Herpf) und dessen Ehefrau Marie Elisabeth (* 1. Januar 1722 in Meiningen), Tochter des Hofbraumeisters Johann Matthias Carl. Er hatte noch zwei Brüder, von denen der Ältere bereits im Alter von 37 Jahren 1793 als Archidiakon in Salzungen verstorben und der Jüngere als Pfarrer in Mengersgereuth im Meininger Oberland tätig war. Von seinen drei Schwestern lebte bei seinem Tod nur noch Johanne Marie Charlotte, die Witwe des Entomologen Georg Ludwig Scharfenberg.
Am 11. September 1796 heiratete er in Ritschenhausen Marie Elisabeth Christiane (Lisette) (* 27. März 1774 in Frankfurt am Main; † 10. Februar 1803 in Meiningen), eine Tochter des Frankfurter Kaufmanns Friedrich Gottlieb Bartsch (1736–1796); gemeinsam hatten sie vier Kinder.

### Werdegang
Seinen Elementarunterricht erhielt Adam Gottlieb Lange teils in der Schule in Steinheyde und teils durch seinen Vater. Nach der Versetzung seines Vaters nach Herpf, blieb Adam Gottlieb Lange in seinem Elternhaus, bis er im Herbst 1777 auf das Lyzeum (heute: Henfling-Gymnasium Meiningen) nach Meiningen kam; aufgrund seiner Vorkenntnisse, besonders im Hebräischen, wurde er in die oberste Klasse aufgenommen. Auf dem Lyzeum verband ihn eine spätere lebenslange Freundschaft mit Johannes Walch, der ebenfalls Geistliche wurde.
Im Oktober 1780 immatrikulierte er sich, gemeinsam mit seinem Freund Johannes Walch, zu einem Theologiestudium an der Universität Jena und hörte Vorlesungen bei Ernst Jakob Danovius, Johann Jakob Griesbach, Johann Gottfried Eichhorn und Justus Christian Hennings. Nach Beendigung seiner Studien, verließ er 1783 die Universität und wurde als theologischer Kandidat aufgenommen.
Im April 1784 stellte Rentkommissar Saul in Altenstein ihn als Hauslehrer ein, darauf ging er 1785 für fünf Monate als Hauslehrer nach Kaltennordheim und wurde noch im Oktober gleichen Jahres, auf Empfehlung von Johannes Walch, Hauslehrer beim Amtmann Georg Nicolaus Andreas Cronenbold (1746–1811) auf Schloss Philippseich.
1788 wurde er in Frankfurt am Main in der Erziehungsanstalt für angehende Kaufleute bei seinem späteren Schwiegervater, dem Kaufmann Friedrich Gottlieb Bartsch, angestellt.
Anfang 1794 trat er am Lyzeum in Meiningen das Amt des Konrektors an, nachdem Johannes Walch, der bereits an der Schule als Konrektor tätig war, zum Rektor befördert worden war. Im April 1797 wurde er, gemeinsam mit Johannes Walch, unter Beibehaltung ihrer Ämter, zum Collaborator des Geistlichen Stadtministeriums ernannt; er blieb bis August 1799 in diesem zusätzlichen Amt, bis er dann 1806 als Archidiakon das zweite Diakonat an der Stadtkirche Meiningen erhielt. 
Nachdem Johann Kaspar Buzer 1807 zum Konsistorialassessor (1816 Konsistorialrat) und Superintendenten ernannt worden war, folgte Adam Gottlieb Lange ihm als erster Diakon und nach dessen Tod 1819 als Konsistorialrat und Superintendent; das Konsistorial-Kollegium wurde geleitet durch den Konsistorialpräsidenten Ludwig Philipp Christian von Türcke.
Aufgrund seiner Erkrankung wurde er kurz vor seinem Tod durch den Geheimen Hofrat Johann Christian Stark der Jüngere aufgesucht, der ihm eine Kräuterkur für den bevorstehenden Frühling empfahl. 